# Senopterina verrucosa
Senopterina verrucosa är en tvåvingeart som beskrevs av Friedrich Georg Hendel 1914. Senopterina verrucosa ingår i släktet Senopterina och familjen bredmunsflugor. Inga underarter finns listade i Catalogue of Life.